# NOL4
NOL4‏ (Nucleolar protein 4) هوَ بروتين يُشَفر بواسطة جين NOL4 في الإنسان.